# Proterospongia
Proterospongia es un género de protozoos de agua dulce, un miembro de la clase Choanoflagellatea. Se compone de un número de células embutidas en una matriz similar a la jalea. Es de interés para los investigadores porque muestra un nivel muy primitivo de diferenciación celular, o de especialización de células en distintas funciones.

## Descripción
Consiste en células flageladas similares a coanocitos fijadas en la superficie exterior de la matriz, que son las que mueven el agua utilizando los flagelos y generando corrientes de agua a través de las microvellosidades que atrapan alimento como bacterias y detritos, mientras que en el interior de la matriz hay células ameboides que se dividen y hacen crecer la colonia. Algunas células ameboides pueden ir transformándose en coanocitos a medida que la colonia crece. Su morfología puede variar desde cadenas de células a conjuntos organizados. Proterospongia en sí mismo no es el antepasado de las esponjas. Sin embargo, sirve como un modelo útil para entender como fueron los antepasados de las esponjas y otros metazoos. Las esponjas tienen también un bajo grado de diferenciación celular, con coanocitos y células ameboides organizadas en una matriz gelatinosa; sin embargo, las esponjas tienen otros tipos de células, y el movimiento de los coanocitos en canales hace circular el agua hacia el interior de la esponja.